# Élections législatives nigériennes de 2020
Les élections législatives nigériennes de 2020 ont lieu le 27 décembre 2020 au Niger en même temps que le premier tour de la présidentielle.
Les élections voient la victoire du Parti nigérien pour la démocratie et le socialisme au pouvoir, qui conserve une large majorité relative des sièges.

## Système électoral
Le Niger est doté d'un parlement unicaméral, l'Assemblée nationale composé de 171 sièges pourvus pour cinq ans, dont 158 au scrutin proportionnel plurinominal dans huit circonscriptions de 6 à 32 sièges correspondant aux sept régions du Niger plus la capitale Niamey. Après décompte des voix, les sièges sont répartis sur la base du quotient simple et de la règle du plus fort reste. À ce total s'ajoutent 13 sièges pourvus au scrutin uninominal majoritaire à un tour  dans des circonscriptions spéciales, dont huit réservés aux minorités nationales territorialement excentrées et cinq à la diaspora, à raison d'un siège par continent,.
Le fichier électoral des Nigériens établis à l'étranger n'ayant pas été maintenu à jour, les cinq sièges alloués à la diaspora ne sont cependant pas pourvus en 2020.

## Résultats
|                           |                                                                          |                           |                           |                           |        |               |  |  |  |  |  |  |  |  |
| Parti                     | Parti                                                                    | Voix                      | %                         | +/-                       | Sièges | +/-           |  |  |  |  |  |  |  |  |
|                           | Parti nigérien pour la démocratie et le socialisme (PNDS-Tarayya)        | 1 745 266                 | 37,03                     | 12,5                      | 79     | 4             |  |  |  |  |  |  |  |  |
|                           | Mouvement démocratique nigérien pour une fédération africaine (MODEN/FA) | 410 311                   | 8,71                      | 4,2                       | 19     | 6             |  |  |  |  |  |  |  |  |
|                           | Mouvement patriotique pour la République (MPR-Jamuhria)                  | 357 563                   | 7,59                      | 0,4                       | 14     | 1             |  |  |  |  |  |  |  |  |
|                           | Mouvement national pour la société de développement (MNSD)               | 319 189                   | 6,77                      | 3,5                       | 13     | 7             |  |  |  |  |  |  |  |  |
|                           | Renouveau démocratique et républicain (RDR-Tchandji)                     | 207 592                   | 4,40                      | Nv                        | 7      | 7             |  |  |  |  |  |  |  |  |
|                           | Congrès pour la République (CPR-Inganci)                                 | 195 704                   | 4,15                      | 1,6                       | 8      | 5             |  |  |  |  |  |  |  |  |
|                           | Mouvement patriotique nigérien (MPN-Kishin Kassa)                        | 187 005                   | 3,97                      | 0,8                       | 6      | 1             |  |  |  |  |  |  |  |  |
|                           | Paix justice progrès (PJP)                                               | 135 576                   | 2,88                      | Nv                        | 2      | 2             |  |  |  |  |  |  |  |  |
|                           | Alliance nigérienne pour la démocratie et le progrès (ANDP-Zaman Lahiya) | 115 815                   | 2,46                      | 0,5                       | 3      | 1             |  |  |  |  |  |  |  |  |
|                           | Rassemblement pour la démocratie et le progrès (RDP-Jama'a)              | 100 363                   | 2,13                      | 0,3                       | 2      | 1             |  |  |  |  |  |  |  |  |
|                           | Rassemblement pour la paix et le progrès (RPP-Farrilla)                  | 99 043                    | 2,10                      | Nv                        | 2      | 2             |  |  |  |  |  |  |  |  |
|                           | Alliance pour le renouveau démocratique (ARD-Adaltchi Mutuntchi)         | 82 073                    | 1,74                      | 0,3                       | 2      | en stagnation |  |  |  |  |  |  |  |  |
|                           | Alliance des mouvements pour l’émergence du Niger (AMEN AMIN)            | 67 354                    | 1,43                      | 1,6                       | 2      | 1             |  |  |  |  |  |  |  |  |
|                           | Mouvement démocratique pour l'émergence du Niger (MDEN-Falala)           | 67 108                    | 1,42                      | Nv                        | 2      | 2             |  |  |  |  |  |  |  |  |
|                           | Alliance démocratique pour le Niger (ADN-Fusaha)                         | 53 287                    | 1,13                      | 0,4                       | 0      | 1             |  |  |  |  |  |  |  |  |
|                           | Convention démocratique et sociale (CDS-Rahama)                          | 50 892                    | 1,08                      | 1,3                       | 0      | 3             |  |  |  |  |  |  |  |  |
|                           | Rassemblement social-démocrate (RSD-Gaskiya)                             | 48 368                    | 1,03                      | 1,9                       | 1      | 3             |  |  |  |  |  |  |  |  |
|                           | Alternance démocratique pour l'équité au Niger (ADEN-Karkaraa)           | 48 012                    | 1,02                      | Nv                        | 1      | 1             |  |  |  |  |  |  |  |  |
|                           | Parti social-démocrate (PSD-Bassira)                                     | 45 777                    | 0,97                      | 0,1                       | 1      | 1             |  |  |  |  |  |  |  |  |
|                           | Alliance pour la démocratie et la république (ADR-Mahita)                | 41 306                    | 0,88                      | Nv                        | 1      | 1             |  |  |  |  |  |  |  |  |
|                           | Rassemblement nigérien pour la démocratie et la paix (RNDP-Aneima)       | 30 971                    | 0,66                      | Nv                        | 1      | 1             |  |  |  |  |  |  |  |  |
|                           | Autres partis                                                            | 303 211                   | 6,43                      | –                         | 0      | en stagnation |  |  |  |  |  |  |  |  |
|                           | Indépendants                                                             | 17                        | 0,00                      | 0,18                      | 0      | en stagnation |  |  |  |  |  |  |  |  |
|                           | Sièges vacants (diaspora)                                                | Sièges vacants (diaspora) | Sièges vacants (diaspora) | Sièges vacants (diaspora) | 5      | –             |  |  |  |  |  |  |  |  |
|                           |                                                                          |                           |                           |                           |        |               |  |  |  |  |  |  |  |  |
| Suffrages exprimés        | Suffrages exprimés                                                       | 4 712 433                 | 91,46                     |                           |        |               |  |  |  |  |  |  |  |  |
| Votes blancs et invalides | Votes blancs et invalides                                                | 440 194                   | 8,54                      |                           |        |               |  |  |  |  |  |  |  |  |
| Total                     | Total                                                                    | 5 152 627                 | 100                       | –                         | 171    | en stagnation |  |  |  |  |  |  |  |  |
| Abstentions               | Abstentions                                                              | 2 293 929                 | 30,81                     |                           |        |               |  |  |  |  |  |  |  |  |
| Inscrits / participation  | Inscrits / participation                                                 | 7 446 556                 | 69,19                     |                           |        |               |  |  |  |  |  |  |  |  |

## Analyse et conséquences
Le scrutin voit la victoire du Parti nigérien pour la démocratie et le socialisme (PNDS-Tarayya), qui conserve la majorité relative des sièges. Les suites du scrutin sont teintées des conséquences de la victoire du candidat du PNDS Mohamed Bazoum à la présidentielle. Ce dernier étant d'origine arabe, le Premier ministre Brigi Rafini, d'origine touareg, laisse sa place à un membre l’une des deux ethnies majoritaires, les Haoussas et les Djermas, subsahariennes, lors de la formation du gouvernement. Cette dernière intervient dans la foulée de l'investiture du nouveau chef de l'état le 2 avril. Mohamed Bazoum nomme dès le lendemain Ouhoumoudou Mahamadou Premier ministre. Si le PNDS s'y taille la part du lion, plusieurs postes reviennent à des partis tiers en retour de leur ralliement en faveur de Bazoum au second tour de la présidentielle, dont notamment le Mouvement patriotique pour la République d'Albadé Abouba ainsi que le Mouvement national pour la société du développement de Seyni Oumarou, qui se voit par ailleurs confié la présidence de l'assemblée.
La Ceni annonce projeter d’organiser ultérieurement les élections pour les cinq sièges à pourvoir par la diaspora. Organisées le 18 juin 2023, elles voient le PNDS obtenir deux sièges supplémentaires, le MODEN deux et le MNSD un siège.